# Bothryodaal kristal

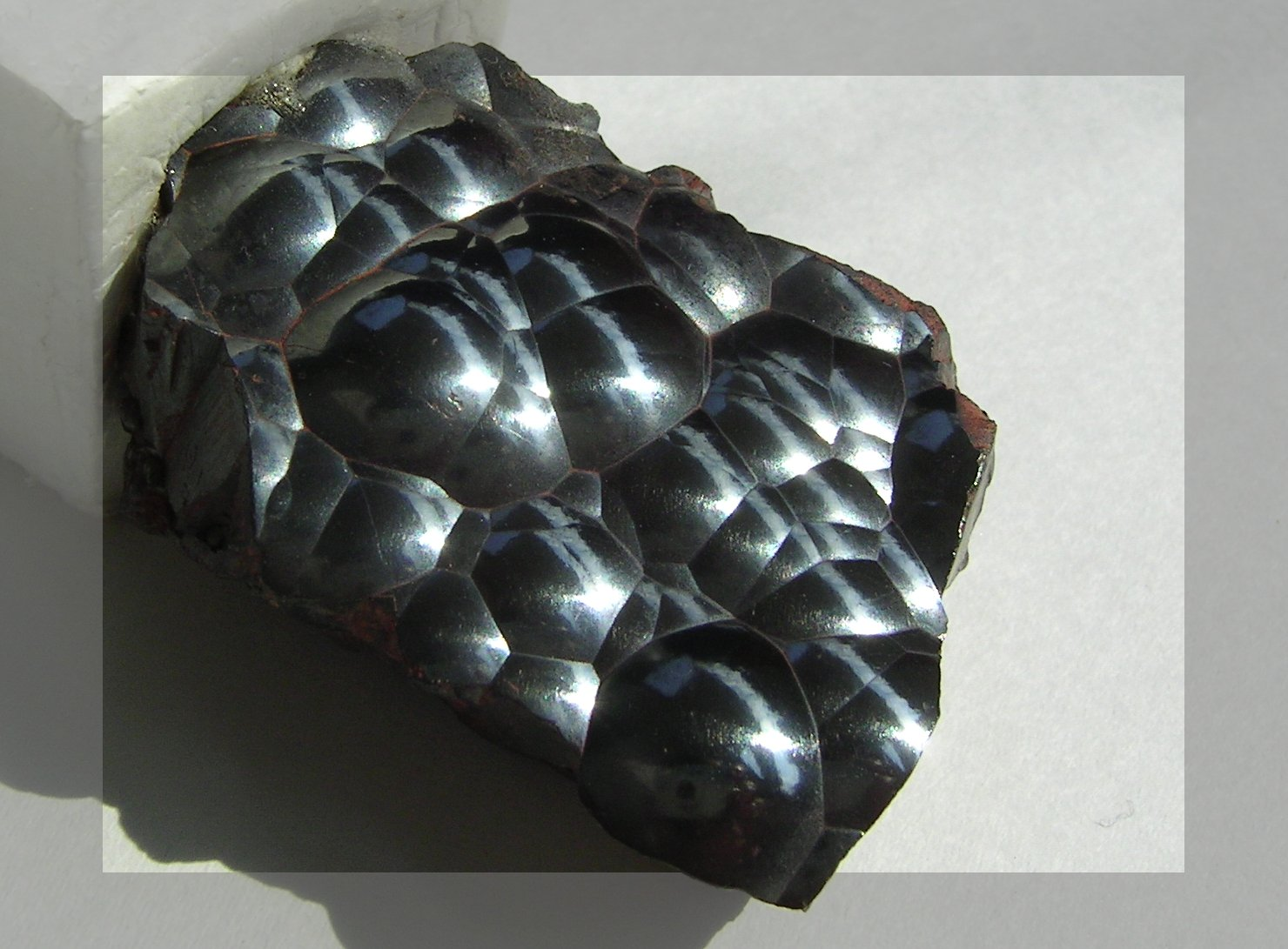
Hematiet heeft een duidelijke bothryodale habitus.

Een bothryodaal of globulair kristal (ook: botryoïdaal) is een type kristalhabitus, waarbij het kristal of mineraal bestaat uit bolvormige, aan elkaar gegroeide structuren. Aan deze kristallen wordt ook wel de naam trosvormig gegeven, omdat ze net lijken op een tros druiven. De term bothryodaal is afgeleid van het Oudgrieks voor druiventros: botrus (βότρυς).
Een voorbeeldmineraal dat een bothryodale habitus heeft, is hematiet. Een aantal carbonaten, sulfaten en ijzeroxiden vertonen een dergelijke vorm. Mineralen zoals goethiet, agaat, smithsoniet, fluoriet, chalcedoon, bariet, nefriet, toermalijn, lepidoliet, hemimorfiet, mimetiet, prehniet, pyriet, wavelliet en malachiet kunnen bothryodaal voorkomen.